# رازمیک آرویان
رازمیک آرویان (ارمنی: Ռազմիկ Արոյան؛ انگلیسی: Razmik Aroyan؛ ۱۵ اکتبر ۱۹۴۷ – ۸ سپتامبر ۲۰۱۰) یک بازیگر اهل ارمنستان بود. وی بین سال‌های ۱۹۷۷ تا ۱۹۹۵ میلادی فعالیت می‌کرد.

## زندگی‌نامه
وی در ۱۵ اکتبر ۱۹۴۷ در تهران به دنیا آمد  وی در فرهنگستان دولتی تئاتر سوندوکیان فعالیت می‌کرد. وی در ۸ سپتامبر ۲۰۱۰ در سن ۶۲ سالگی در ایروان درگذشت.

## گزیده فیلمشناسی
از فیلم‌ها یا برنامه‌های تلویزیونی که وی در آن نقش داشته است می‌توان به دزوری میرو، وروگایت اشاره کرد.